# قلوب في صراع
قلوب في صراع هو مسلسل اجتماعي جزائري على قناة التلفزيون الجزائري من إخراج نزيم قايدي تم عرضه 2008

## أحداث
تدور أحداث المسلسل حول رجل أعمال ناجح وخلوق يتميز بالاخلاق الكريمة في تعملاته التجارية اسمه يوسف
و الدي يقوم بدوره مصطفى لعريبي انفصل عن زوجته لانها كانت تتناول حبوب منع الحمل
و التي كانت تطارده بعد الانفصال وتتسبب له بمشاكل وتمر الايام ويقع في حب فتاة تعمل في شركته اسمها ليليا
و التي انضمت للعمل بالشركة لكي تنتقم من يوسف لانه تسبب بموت والدها حيث صدمه دات ليلة
بسيارته ولكن هي الأخرى تقع في صراع كبير مع قلبها الدي وقع في حبه بدون أي حساب
فيبقى قلبها يصارع اما ان تصفح عنه فتتبع قلبها ام تتبع حقدها عليه
و تكثر الصدامات والأحداث في المسلسل ولكن في الأخير لا يبقى للقلب الا الرضوخ والسكون
لانه سئم من الصراعات وتستسلم ليليا لقلبها أخيرا وتتخلى عن حقدها.
و تنتهي الحلقة الأخيرة بنبضات قلب يوسف

## الممثلون
- مصطفى لعريبي
- عمار معروف
- نوال زميت
- رزيقة فرحان
- زرزور طبال
- حمدان بومعد
- آنية لوانشي
- عبد الكريم بريبر
- أحمد العقون
- إيمان
- علي بودكاني
- سعاد الشيخ جواتسي
- حكيم أزهار
- فطيمة الزهراء مسقم
- نجيب فوزي أولبصير
- نبيل عسلي
- وردة بوستيو
- أمين محمد إخلف
- عديلة سوالم
- فريدة حرحار
- عبد الحليم زريبيع
- أرزقي سيواني
- نسيمة شمس
- محمد الحاج بوعلام
- حجلة خلادي
- سعيدة زيتوني
- جيلالي رايس
- يوسف سلحات
- فايزة غازي
- رضوان مرابط
- فريال رحال
- خالد غربي
- كمال يحياوي
- فايزة لوعيل
- تختوخة دراجي
- لمياء زبير
- وهيبة حاجي
- خيرة بختي
- يسمينة سلطاني
- إبراهيم أقاشي
- أحمد دحام
- حميد رماس
- نادية طالبي
- عبد القادر كرباش
- فريدة كريم
- نافع الجندي
- نادية تيسير
- صليحة كرباش
- خير الدين ونوغي
- نورة باباسة
- محمد لمين قدوري

### الأطفال
- حسان يوسف بوشلوش
- سامية قطاس